# Fe.Ba Civitanova Marche
L'A.S.D. Fe.Ba Civitanova è la principale società di pallacanestro femminile di Civitanova Marche.
Fondata nel 1986, gioca al Palazzetto Città Alta e i suoi colori sociali sono il bianco e l'azzurro.

## Cronistoria
| Cronistoria della Fe.Be Civitanova. |
| --- |
| - 1986 · fondazione della Fe.Be Civitanova - 2010-11 · in Serie B regionale, promossa in Serie B nazionale. - 2011-12 · 2ª nel Girone L della Serie B nazionale, 4ª nel sesto concentramento promozione, ammessa alla nuova Serie A3. - 2012-13 · 3ª nel Girone C della Serie A3, vince i play-off, promossa in Serie A2. - 2013-14 · INFA, 7ª nel Girone B della Conference Centro della Serie A2, 5ª nella Poule Retrocessione, vince la finale play-out del Girone B. - 2014-15 · INFA, 5ª nel Girone C della Serie A2, 1ª nel Girone F della Poule Retrocessione. - 2015-16 · INFA, 10ª nel Girone B della Serie A2, vince il primo turno dei play-out. - 2016-17 · INFA, 5ª nel Girone B della Serie A2, quarti di finale play-off. - 2017-18 · Infa, 5ª nel Girone Sud della Serie A2, semifinali play-off. - 2018-19 · 8ª nel Girone Sud della Serie A2, semifinali play-off. - 2019-20 · 10ª nel Girone Sud della Serie A2 (campionato interrotto). - 2020-21 · 11ª nel Girone Sud della Serie A2, vince le semifinali play-out. - 2021-22 · 14ª nel Girone Sud della Serie A2, retrocessa in Serie B. - 2022-23 · in Serie B. |

## Organigramma

### Roster attuale
|    | Naz.              | Ruolo | Sportivo            | Anno | Alt. |  |  |
| -- | ----------------- | ----- | ------------------- | ---- | ---- |  |  |
| 3  | Italia (bandiera) | G     | Giulia Ciccola      | 2002 | 176  |  |  |
| 5  | Italia (bandiera) | G     | Francesca Rosellini | 1990 | 175  |  |  |
| 6  | Italia (bandiera) | G     | Anna Paoletti       | 2001 | 170  |  |  |
| 7  | Italia (bandiera) | A     | Sofia Angeloni      | 2004 | 178  |  |  |
| 8  | Italia (bandiera) | AC    | Giorgia Bocola      | 2000 | 182  |  |  |
| 9  | Italia (bandiera) | C     | Giorgia Rimi        | 2000 | 185  |  |  |
| 10 | Italia (bandiera) | GA    | Jessica Trobbiani   | 1989 | 170  |  |  |
| 11 | Italia (bandiera) | PG    | Angelica Castellani | 2000 | 170  |  |  |
| 12 | Italia (bandiera) | G     | Francesca Severini  | 2005 | 178  |  |  |
| 16 | Italia (bandiera) | GA    | Irene Bolognini     | 1999 | 180  |  |  |
| 18 | Italia (bandiera) | P     | Sofia Binci         | 2002 | 162  |  |  |
| 21 | Italia (bandiera) | G     | Alice Pelliccetti   | 2000 | 167  |  |  |

### Staff tecnico
- Allenatore: Dragonetto Francesco
- Vice allenatore: Melappioni Donatella
- Assistente allenatore: Frometa Biosotis Lagno
- Preparatore atletico: Paoltroni Massimiliano
- Fisioterapista: Paoltroni Massimiliano
- Medico sociale: Del Gobbo Giorgio

### Quadro societario
- Presidente: Natalini Pietro
- Vicepresidente: Ciccolini Mauro
- Consigliere: Rosettani Roberto
- General manager: Perini Elvio
- Team manager: Mogianesi Barbara
- Dirigente responsabile: Perini Claudio
- Dirigente accompagnatore: Visco Ariel Gustavo
- Addetto stampa: Sabatini Massimo
- Addetto statistiche: Mignani Marco
- Responsabile settore giovanile: Melappioni Donatella
- Dirigente settore giovanile: Mignani Marco

La sede societaria della FEBA Civitanova si trova presso Contrada San Savino, 8 (Civitanova Marche).